# Spéciation allopatrique

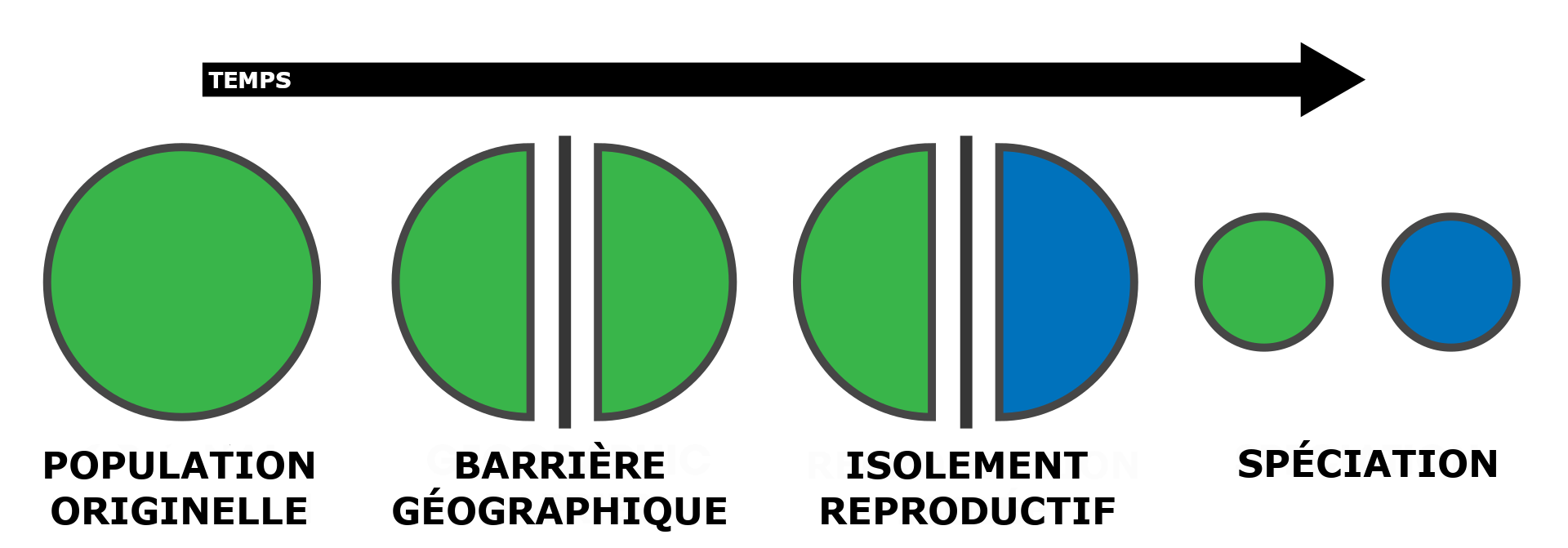
Mécanisme schématisé de la spéciation allopatrique.

La spéciation allopatrique (du grec ancien ἄλλος, allos, signifiant « autre », et πατρίς, patris, « patrie »), également appelée spéciation géographique, spéciation vicariante, ou de son nom précédent, le modèle en forme d'haltère:86, est un mode de spéciation qui se produit lorsque des populations biologiques de la même espèce sont isolées les unes des autres au point que cela empêche ou interfère avec le flux de gènes. 
Plusieurs changements géographiques peuvent se produire, tels que le mouvement des continents et la formation de montagnes, d'îles, de plans d'eau ou de glaciers. Les activités humaines telles que l'agriculture ou le développement peuvent également modifier la répartition des populations d'espèces. Ces facteurs peuvent modifier considérablement la géographie d'une région, ce qui entraîne la séparation de la population d'une espèce en sous-populations isolées. Les populations vicariantes subissent ensuite des modifications génétiques à mesure qu'elles sont soumises à différentes pressions sélectives, subissent une dérive génétique et accumulent différentes mutations dans les pools de gènes des populations séparées. Les barrières empêchent l'échange d'informations génétiques entre les deux populations, ce qui conduit à un isolement reproductif . Si les deux populations entrent en contact, elles seront incapables de se reproduire - ce qui correspond à une spéciation. D'autres facteurs d'isolement, tels que la dispersion de la population entraînant l'émigration, peuvent être à l'origine de la spéciation (par exemple, la dispersion et l'isolement d'une espèce sur une île océanique) et sont considérés comme un cas particulier de spéciation allopatrique appelée spéciation péripatrique . 
En général, la spéciation allopatrique est subdivisée en deux modèles principaux : la vicariance et la péripatrie. Les deux modèles se distinguent par la taille de leur population et leurs mécanismes d'isolement géographique. Les termes « allopatrie » et « vicariance » sont souvent utilisés en biogéographie. Ils y décrivent la relation entre des organismes dont les aires de répartition ne se chevauchent pas de manière significative mais qui sont immédiatement adjacents les uns aux autres - ils ne se rencontrent pas ensemble ou ne se produisent que dans une zone de contact étroite. Historiquement, le langage utilisé pour désigner les modes de spéciation reflétait directement les distributions biogéographiques. En tant que telle, l'allopatrie est une distribution géographique opposée à la sympatrie (spéciation dans la même zone). De plus, les termes « spéciation allopatrique », « vicariante » et « géographique » sont souvent utilisés de manière interchangeable dans la littérature scientifique. Cet article suivra un thème similaire, à l’exception des cas particuliers tels que « péripatrique » ou « centrifuge », entre autres. 
L'observation de la nature crée des difficultés pour observer la spéciation allopatrique du début à la fin, car elle fonctionne comme un processus dynamique. De cela découle une foule de problèmes variés dans la définition des espèces, la définition des barrières isolantes, ou encore la mesure de l'isolement reproductif. Cependant, les modèles verbaux et mathématiques, les expériences de laboratoire et les preuves empiriques corroborent de manière écrasante l'occurrence de la spéciation allopatrique dans la nature,:87–105. La modélisation mathématique des bases génétiques de l'isolement reproductif confirme la plausibilité de la spéciation allopatrique, tandis que des expériences de laboratoire sur la drosophile et d'autres espèces animales et végétales ont confirmé que l'isolement de la reproduction évolue en tant que sous-produit de la sélection naturelle:87. 

### Modèles mathématique d'isolation reproductive
- H. Allen Orr et Michael Turelli, « The evolution of postzygotic isolation : Accumulating Dobzhansky-Muller incompatibilities », Evolution, vol. 55, no 6,‎ juin 2001, p. 1085–1094 (DOI 10.1554/0014-3820(2001)055[1085:teopia]2.0.co;2, arXiv 0904.3308)
- H. Allen Orr et Lynne H. Orr, « Waiting for Speciation : The Effect of Population Subdivision on the Time to Speciation », Evolution, vol. 50, no 5,‎ 1996, p. 1742–1749 (PMID 28565607, DOI 10.2307/2410732, JSTOR 2410732)
- H. Allen Orr, « The Population Genetics of Speciation : The Evolution of Hybrid Incompatibilities », Genetics, vol. 139,‎ 1995, p. 1805–1813
- Masatoshi Nei, Takeo Maruyama et Chung-i Wu, « Models of Evolution of Reproductive Isolation », Genetics, vol. 103,‎ 1983, p. 557–579
- Masatoshi Nei, « Mathematical Models of Speciation and Genetic Distance », Population Genetics and Ecology,‎ 1976, p. 723–766